# Scopulophila rixfordii
Scopulophila rixfordii là loài thực vật có hoa thuộc họ Cẩm chướng. Loài này được (Brandegee) Munz & I.M. Johnst. miêu tả khoa học đầu tiên năm 1922.